# Michel Bonnevie
Pour les articles homonymes, voir Bonnevie.
Michel Bonnevie, né le 19 novembre 1921 à Chaville et mort le 6 septembre 2018 à Ivry-sur-Seine,, est un joueur français de basket-ball.

## Biographie
Michel Bonnevie joue à dix reprises pour l'équipe de France entre 1948 et 1950. En 1948, il remporte la médaille d'argent aux Jeux olympiques d'été à Londres. En club, il a évolué sous les couleurs du Stade français.

## Palmarès
Équipe de France
- 10 sélections entre 1948 et 1950
- Jeux olympiques d'été
  -  médaille d'argent aux Jeux olympiques 1948 à Londres